# Fake (canção)
"Fake" é uma canção dos cantores norte-americanos Lauv e Conan Gray. Foi composta por Lauv, Gray e Jacob Kasher, com produção de Lauv e Johnny Simpson. Foi lançada pela AWAL em 13 de outubro de 2020.

## Antecedentes
As especulações sobre a canção começaram em 15 de setembro de 2020, após uma foto de Lauv e Gray vazar na Internet. Em 11 de outubro eles anunciaram o lançamento do single com a data e o link para pré-salvar.

## Videoclipe
O videoclipe foi dirigido por Jason Lester e lançado em 13 de outubro de 2020. No clipe, a dupla participa de uma sessão de fotos massiva, imitando as pessoas para quem estão cantando, colocando o verniz de uma amizade divertida e despreocupada, enquanto encena cuidadosamente cada vinheta diferente. Seja uma luta de travesseiros com estampa de chita ou um castelo cheio de confetes, os dois mostram todo o processo para destacar o significado da música.

## Histórico de lançamento
| País      | Data                  | Formato(s)                  | Gravadora(s) | Ref.   |
| --------- | --------------------- | --------------------------- | ------------ | ------ |
| Vários    | 13 de outubro de 2020 | Download digital, streaming | AWAL         | [ 13 ] |
| Austrália | 16 de outubro de 2020 | Rádios mainstream           | AWAL         | [ 14 ] |